# Kristian Studsgaard
Kristian Studsgaard (født 25. oktober 1971) er en dansk skuespiller, danser, instruktør, koreograf og underviser uddannet fra London Studio Centre i 1997. Kristian modtog i 1996 The Piers Flint-Shipman Drama Award.
Kristian Studsgaard er desuden uddannet dansepædagog fra Skolen for Moderne Dans ved Statens Teaterskole og har en master i teaterpædagogik fra Universität der Künste Berlin.
Fra 2012-2017 var Kristian ansat som underviser på danselinjen og musicallinjen på Hoptrup Efterskole - Efterskolen for Scenekunst i Danmark  og fra 2013-15 som underviser på Teater/Musicallinjen på Talentskolen i Næstved .
I 2015 blev han afdelingsleder for den ny Musicallinje og fra 2017 afdelingsleder for både Skuespillinjen (2017-nu) og Musicallinjen (2015-2025) på Talentskolen.
Kristian Studsgaard er tilknyttet MusikteaterSYD som instruktør og er som koreograf en del af det kreative team bag Emma Genz Productions . 
Fra 2016-2025 var Kristian kunstnerisk og administrerende leder af Musikteater Næstved.
Fra 2025 underviser han i skuespil på Eventyrteatrets Dramaskole.[kilde mangler]
Fra 2026 er han Studieansvarlig leder af Skuespilskolen NEXT MOVE![kilde mangler]

## Instruktion og koreografi
- Alice I Eventyrland, Eventyrteatret, Glassalen, Tivoli (Instruktion) 2025
- En Skærsommernats Drøm, Talentskolen (Instruktion) 2025
- Bonnie & Clyde, Nørrebro Musicalteater (Instruktion) 2025
- Agent 006,9 og Mysteriet om Licensen, der løb ud, Europahallen, AKKC, (Dramatiker/Instruktion) 2024
- Chicago, Musikteater Næstved, Ny Ridehus, Grønnegade Kaserne Kulturcenter (Instruktion & koreografi) 2024
- Shirley Holm og Mysteriet om det Forsvundne Vartegn, Europahallen, AKKC, (Dramatiker/Instruktion) 2023
- Flood, Talentskolen (Instruktion) 2023
- Cats, Musikteater Næstved, Ny Ridehus, Grønnegades Kaserne Kulturcenter (Instruktion og koreografi) 2022
- Handbag, Talentskolen (Instruktion) 2022
- Catch Me If You Can, Musikteater Næstved, Ny Ridehus, Grønnegade Kaserne Kulturcenter (Instruktion & koreografi) 2020
- Cabaret, Nørrebro Musicalteater (Instruktion) 2019
- Nine-to-Five, Musikteater Næstved, Ny Ridehus, Grønnegade Kaserne Kulturcenter (Instruktion & koreografi) 2019
- Legally Blonde, Musikteater Næstved, Ny Ridehus, Grønnegade Kaserne Kulturcenter (Instruktion & koreografi) 2018
- Engle i Amerika, (Talentskole produktion), Gammel Ridehus, Grønnegade Kaserne Kulturcenter (Instruktion) 2018
- Pigen fra Vesten, Den Kongelige Opera (Movement direction) 2017
- Bølle Bob & Smukke Sally, Arena Næstved (Koreografi) 2017
- Mød mig på Cassiopeia, Nørrebro Musicalteater (koreografi) 2017
- Fame, Musikteater Næstved, Ny Ridehus, Grønnegade Kaserne Kulturhus (Instruktion & koreografi) 2017
- Grease, Musikhuset Esbjerg (Instruktion & koreografi) 2017
- Rent, (Talentskole produktion), Grønnegade Kaserne Kulturcenter, Næstved (Instruktion) 2016
- Rent, musikteaterSYD, Harmonien Haderslev, (Instruktion og koreografi) 2015
- Vårbrud (Spring Awakening), (Talentskole produktion), Grønnegade Teater, (Instruktion og koreografi) 2015
- Us and Them - (Homofoberne), Warehouse 9, CPH Stage 2014 (Koncept, devising og koreografi) 2014
- Jamen, man skyder da Heste?, Grønnegade Teater [5] (Koreografi) 2014
- Rescue Me?!, Københavns Musik Teater, Emma Genz Productions [6] (Koreografi) 2013

### Har bl.a. medvirket i
- Jeg tror jeg elsker dig, EPOS film, 2025

- Ghost - the musical, Tivolis Koncertsal, 2019
- Us and Them - (Homofoberne), Warehouse 9, CPH Stage 2014
- Singin' in the Rain, Det Ny Teater, 2012
- Annie, Det Ny Teater, 2011
- Wicked, Det Ny Teater, 2011
- Mary Poppins, Det Ny Teater, 2010 [7]
- Mød Mig på Cassiopeia, Gladsaxe Ny Teater, 2009
- The Producers, Nørregade Teater, 2009
- Beauty & the Beast, Varde Sommerspil, 2009
- The Sound of Music, Fredericia Teater, 2009
- Mirakel, Det Kongelige Teater, 2008
- La Cage aux Folles, Nørregade Teater, 2008
- High School Musical, Fredericia Teater, 2008
- Cirkusrevyen 2007
- Mød Mig på Cassiopeia, Nørrebros Teater, 2007
- My Fair Lady, Århus Musikhus, 2006
- Mit Eventyr, Gladsaxe Teater, 2005